# Alperton (gebied)
Alperton is een gebied in het Londense bestuurlijke gebied Brent, in de regio Groot-Londen. Gedomineerd door de Ealing Road, die de ruggengraat van het gebied is, heeft de buurt twee scholen, een vergaderruimte en het metrostation Alperton op het zuidelijk eind van de Ealing Road. De Grand Union Canal loopt door het hart van Alperton.
Alperton is ook de thuisbasis van talloze "kerriebars" gestart door emigranten uit het oosten in de jaren 90. Menig andere succesvolle bedrijven startten in Alperton zoals Chicken Cottage en Dosa Corner. Chicken Cottage startte als een kleine kippenwinkel die uitbreidde en zelfs vestigingen opende over heel het VK.
Als Ealing Road het hart van Alperton is, dan is de gemeenschap de ziel. Alpertons samenleving was van in de jaren 70 tot iets na 2000 vooral van Aziatische identiteit. Het was een drukke buurt van oosterse tradities en waarden. Tegenwoordig zijn deze tradities en waarden verzwakt en verweven met de waarden en tradities van de Britse cultuur.
Alperton heeft nu een van de meest diverse gemeenschappen in het VK. Mensen uit Afrika, India, Polen, Pakistan, Bangladesh, Sri Lanka of uit de Caraïben wonen samen in Alperton.

## Galerij

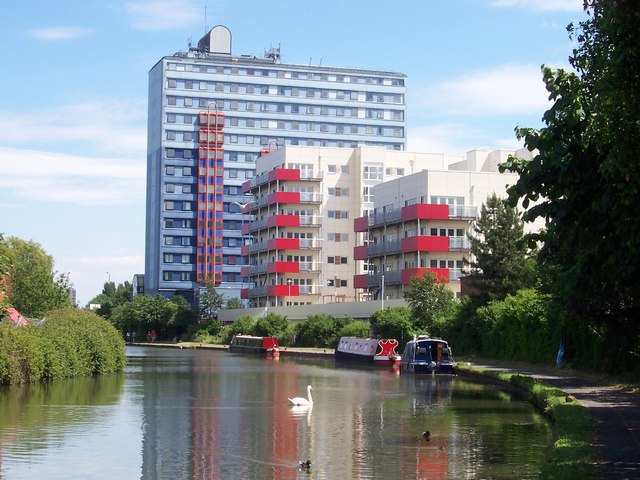